# Rocca aldobrandesca (Buriano)

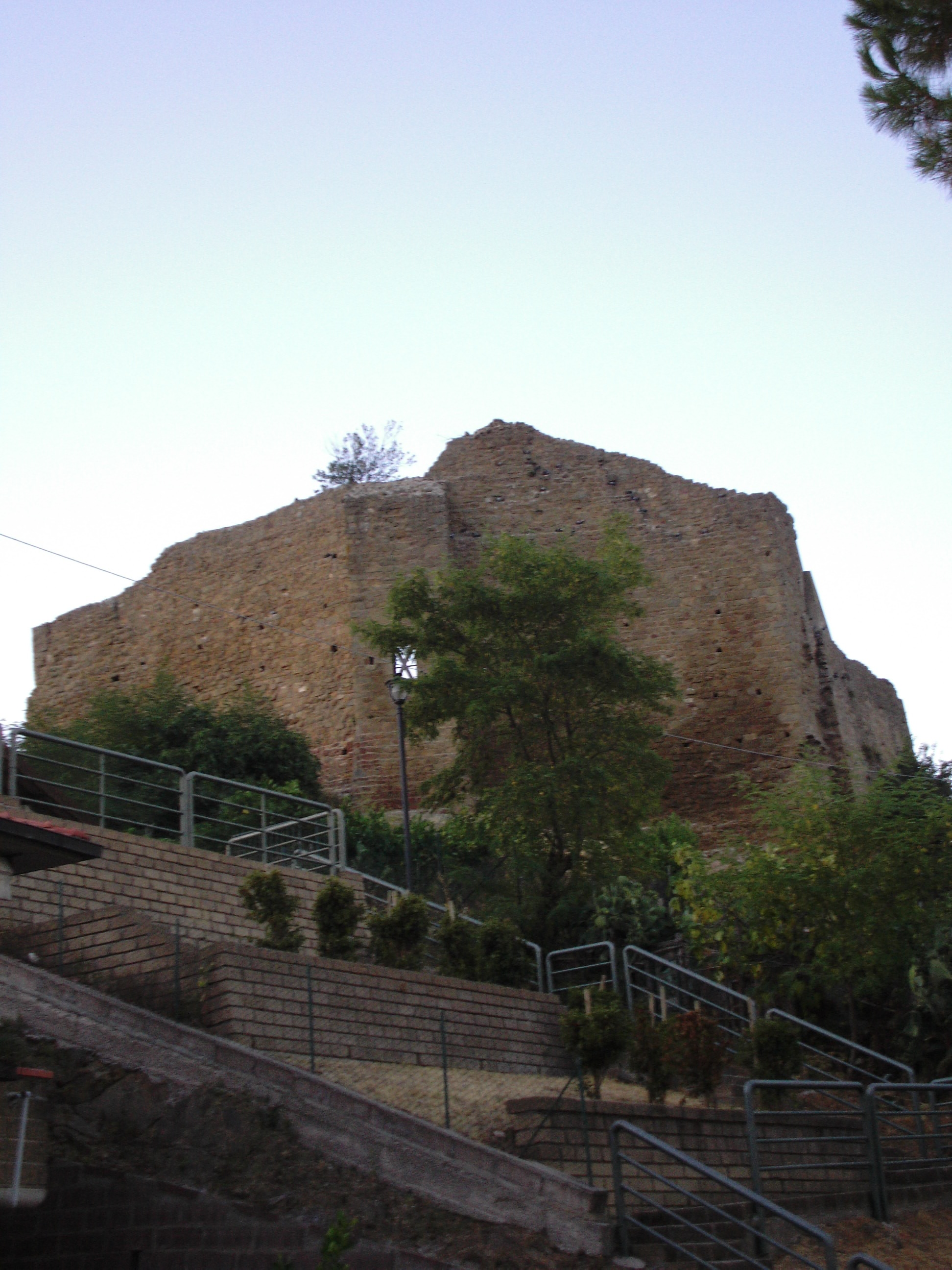
Veduta della Rocca

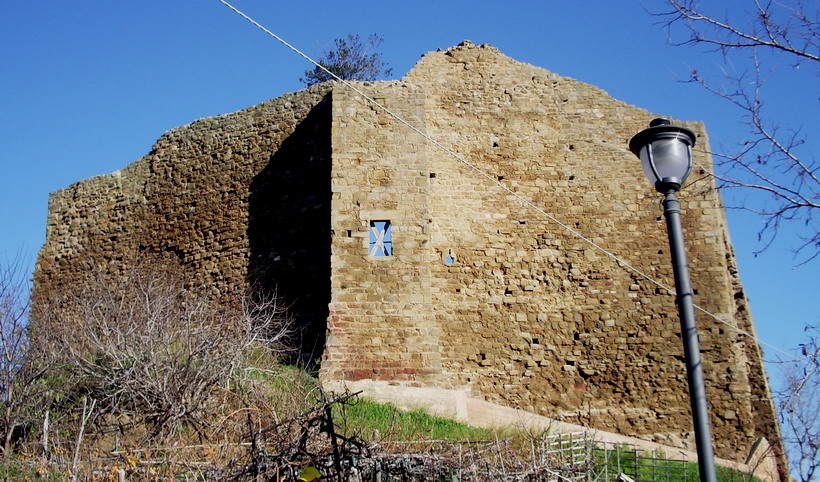
Particolare della Rocca

La Rocca aldobrandesca di Buriano è un castello nell'omonima località del comune di Castiglione della Pescaia.

## Storia
Fu costruito dagli Aldobrandeschi a partire dal X secolo, che successivamente la lasciarono in usufrutto a una famiglia locale loro alleata, i Lambardi che, nel 1332, fu costretta a compiere un atto di sottomissione di tutti i possedimenti alla Repubblica di Siena che, da allora, iniziò a controllare la rocca che poi, decenni dopo, fu ceduta ai Pisani.
Nel 1398 Buriano e la sua rocca vennero conquistati dagli Appiani entrando così a far parte del Principato di Piombino.
La lunga permanenza nello stato piombinese fino al 1815 portò, in più riprese, alla modifica di alcune parti della fortificazione per adattarla alle nuove esigenze. Con la susseguente annessione al Granducato di Toscana la rocca fu definitivamente dismessa e iniziò così un lungo periodo di degrado che ne compromise in parte l'originaria struttura.

## Descrizione
Rimangono alcuni imponenti ruderi costituiti da una serie di corpi di fabbrica addossati tra loro che si articolano su due livelli e si dispongono attorno ad un cortile interno fortificato.
Le strutture murarie, completamente rivestite in pietra, si inseriscono tra i resti di alcune torri a sezione quadrangolare con basamento a scarpa; ad altezze diverse presentano una serie di piccole feritoie di forma quadrata. Da segnalare una pregevole monofora ben conservata con arco a tutto sesto, che rievoca gli originari elementi stilistici romanici.